# 福岡県道233号日出野椎田線
福岡県道233号日出野椎田線（ふくおかけんどう233ごう ひでのしいだせん）は、福岡県築上郡築上町を通る一般県道である。

## 概要
築上郡築上町岩丸から椎田の国道10号までを結ぶ。坂本から椎田までは福岡県道234号求菩堤椎田線と重複する。葛城地区と町中心部を結んでいる。

### 路線データ
- 起点：福岡県築上郡築上町大字岩丸
- 終点：福岡県築上郡築上町大字椎田（築上町役場前交差点、国道10号交点、福岡県道234号求菩堤椎田線終点）

## 路線状況

### 重複区間
- 福岡県道234号求菩堤椎田線（築上郡築上町大字坂本 - 築上郡築上町大字椎田（終点））

## 地理

### 通過する自治体
- 築上郡築上町

### 交差する道路
| 交差する道路                                    | 交差する場所 | 交差する場所              |
| ----------------------------------------------- | ------------ | ------------------------- |
| 京築広域農道                                    | 大字奈古     |                           |
| 福岡県道234号求菩堤椎田線 重複区間起点          | 大字坂本     |                           |
| 福岡県道58号椎田勝山線                          | 大字坂本     | 坂本交差点                |
| 福岡県道238号豊津椎田線                         | 大字椎田     |                           |
| 国道10号 福岡県道234号求菩堤椎田線 重複区間終点 | 大字椎田     | 築上町役場前交差点 / 終点 |

### 交差する鉄道
- 日豊本線

### 沿線
- 築上町立葛城小学校
- 築上町役場